# Улица Горького (Павловск)
Улица Го́рького — улица в городе Павловске (Пушкинский район Санкт-Петербурга). Проходит от Звериницкой улицы до улицы Девятого Января.
Первоначально, примерно с 1840 года, это была площадь под Дубом. С 1860-х годов она стала 2-й улицей под Дубками, поскольку 1-й улицей тогда же назвали нынешнюю улицу Красного Курсанта.
Примерно в 1952 году состоялось переименование в улицу Горького — в честь писателя и драматурга М. Горького.

## Перекрёстки
- Звериницкая улица
- улица Желябова
- улица Девятого Января